# Familie (Mathematik)
Der Begriff der Familie wird in der Mathematik unmittelbar aus dem Grundbegriff der Funktion abgeleitet, informell handelt es sich bei einer Familie um eine Sammlung von Objekten mit einem Index aus einer Indexmenge. Die Begriffe Familie und Funktion stimmen aus technischer Hinsicht überein. Eine Funktion
{\displaystyle a\colon I\to A}
von einer Indexmenge {\displaystyle I} in eine Menge {\displaystyle A} wird zu einer Familie, wenn wir das Element {\displaystyle a(i)} mit {\displaystyle a_{i}} notieren und die Funktion {\displaystyle a} als {\displaystyle (a_{i})_{i\in I}} notieren. Der Unterschied zwischen der Funktion und der Familie liegt dabei einerseits im Formalen, also in der Schreib- und Sprechweise, und andererseits in der Verwendung und der dadurch suggerierten Bedeutung.
Im Gegensatz zu einer Menge kann bei einer Familie dasselbe Element mehrmals an verschiedenen Positionen vorkommen, das heißt {\displaystyle a_{i}=a_{j}} für  {\displaystyle i\neq j}. Besonders häufig ist die Darstellung der Familie als Menge von Wertepaaren, wobei die unabhängige(n) Variable(n) als Index (Indizes) der abhängigen Variable notiert sind. Wenn die so dargestellte Funktion nicht injektiv ist, enthält die Mengendarstellung Elemente, die sich paarweise nur durch den Index unterscheiden. Davon abweichend versteht man unter einer „Familie von Mengen“ oder „Mengenfamilie“ teilweise eine Menge von Mengen (ein sogenanntes Mengensystem), oder eine Mengenfamilie.

## Definition
Eine Familie {\displaystyle (a_{i})_{i\in I}} von Elementen {\displaystyle a_{i}} einer Menge {\displaystyle A}, welche durch {\displaystyle I} indexiert werden, ist eine Funktion der Form {\displaystyle a\colon I\to A} mit {\displaystyle a(i)=a_{i}}.

## Eigenschaften
Die Schreibweise besteht aus
- einem indizierten Elementsymbol in runden Klammern,
- der Angabe des Definitionsbereiches des Index im Subskript (also rechts unten) dieses Klammerausdruckes und
- der Angabe der Quellmenge der Elemente der Familie (informell im Kontext oder formal).

Beispiel: {\displaystyle (a_{i})_{i\in I}} oder gleichwertig {\displaystyle (a_{i}\mid i\in I)} mit {\displaystyle a_{i}\in A} für alle {\displaystyle i\in I}. Sie entspricht der Funktion {\displaystyle f\colon \,I\to A,\,i\mapsto a_{i}}.
Die {\displaystyle a_{i}} nennt man die Mitglieder oder die Terme der Familie und sie sind Elemente aus der Quellmenge oder der indizierten Menge {\displaystyle A}, {\displaystyle i} heißt Index und {\displaystyle I} die Indexmenge oder der Indexbereich. Eine Sprechweise für dieses Beispiel wäre: Eine Familie von Elementen {\displaystyle a_{i}} aus {\displaystyle A} mit Index {\displaystyle i} aus der Indexmenge {\displaystyle I}. Die Angabe des Definitionsbereiches des Index wird, falls dieser keine Rolle spielt oder sich aus dem Zusammenhang ergibt, gelegentlich auch weggelassen:
Beispiel: {\displaystyle (a_{i})_{\ }}.
Davon zu unterscheiden (was nicht immer gemacht wird) ist die Menge aller Mitglieder der Familie, die eine Teilmenge der Quellmenge ist und der Bildmenge {\displaystyle f(I)} entspricht:
Beispiel: {\displaystyle \{a_{i}\mid i\in I\}\subseteq A}.
Manche Autoren schreiben Familien in der Form {\displaystyle \{a_{i}\}_{i\in I}}, was jedoch die Gefahr in sich birgt, dass der Leser dies mit der Menge {\displaystyle \{a_{i}\mid i\in I\}} verwechseln könnte.
Das Charakteristikum von Familien ist folgendes:
Zwei Familien {\displaystyle (a_{i})_{i\in I}} und {\displaystyle (b_{j})_{j\in J}} mit derselben indizierten Menge {\displaystyle A} sind genau dann gleich, wenn {\displaystyle I=J} und {\displaystyle a_{i}=b_{i}} für jedes {\displaystyle i\in I} gilt.
Schematisch lassen sich die Schreibweisen für Funktionen und Familien so gegenüberstellen:
| Funktion                                                               | Familie                                                                                         |
| ---------------------------------------------------------------------- | ----------------------------------------------------------------------------------------------- |
| {\displaystyle f\colon \,I\to A,\,i\mapsto a_{i}}                      | {\displaystyle (a_{i})_{i\in I}} mit {\displaystyle a_{i}\in A} für alle {\displaystyle i\in I} |
| Bild oder Wert {\displaystyle f(i)=a_{i}}                              | Term oder Mitglied {\displaystyle a_{i}} mit Index {\displaystyle i}                            |
| Definitionsbereich {\displaystyle I}                                   | Indexmenge {\displaystyle I}                                                                    |
| Bild- oder Wertebereich {\displaystyle A}                              | Quellmenge oder indizierte Menge {\displaystyle A}                                              |
| Einschränkung {\displaystyle f\|_{J}} mit {\displaystyle J\subseteq I} | Teilfamilie {\displaystyle (a_{j})_{j\in J}} mit {\displaystyle J\subseteq I}                   |

Allgemeiner gesprochen gibt es drei Interpretationen
von linkstotalen und rechtseindeutigen Relationen, nämlich als:
- Funktion (Abbildung von I nach A),
- Belegung (von I durch A),
- Indizierung (A indiziert durch I).

Eine Familie ist die Indizierungsinterpretation einer Funktion mit einer speziellen Notation, bei der kein spezielles Funktionssymbol wie bei der Abbildungsnotation benutzt wird.
Die Betonung liegt hier auf Interpretation. Es werden hier keine neuen mathematischen Begriffe eingeführt, sondern nur alternative Sichtweisen des gleichen formalen Sachverhalts
gegeben. Der Sinn dieser alternativen Sichtweisen liegt in einer bequemeren Handhabbarkeit in speziellen Anwendungssituationen, insbesondere beim kalkülmäßigen Rechnen.
Für die Menge der mit der Indexmenge I indizierten Familien, deren Mitglieder alle in A liegen, schreibt man {\displaystyle A^{I}}. Sind A und I endliche Mengen, dann gilt für ihre Mächtigkeit:
{\displaystyle |A^{I}|=|A|^{|I|}}.

## Beispiele für Familien und Anwendungssituationen

### Beispiele und Fälle
- Familien mit endlichen Indexmengen, meist {\displaystyle \{1,2,3,\ldots ,n\}} oder {\displaystyle \{0,1,2,\ldots ,n-1\}}, heißen Listen und die leere Familie {\displaystyle (a_{i})_{i\in \{\,\}}=\{\,\}} leere Liste, dabei kann die jeweils indizierte Quellmenge jedoch beliebig sein. Eine Liste bezeichnet man auch als endliche Folge und für {\displaystyle (a_{i})_{i\in \{1,\ldots ,n\}}} wird ebenso {\displaystyle (a_{i})_{i=1,\ldots ,n}}, {\displaystyle (a_{i})_{i=1}^{n}} oder das Tupel {\displaystyle (a_{1},\ldots ,a_{n})} geschrieben, für die leere Folge {\displaystyle (\,)}. Eine Liste lässt sich außerdem als ein Wort über der jeweils indizierten Quellmenge auffassen.
- Eine unendliche Folge, oft einfach nur Folge genannt, ist eine Familie, deren Indexmenge abzählbar unendlich ist, in der Regel die Menge der natürlichen Zahlen {\displaystyle \mathbb {N} =\{1,2,3,\ldots \}} oder {\displaystyle \mathbb {N} _{0}=\{0,1,2,\ldots \}}. Analog zu Listen können unendliche Folgen {\displaystyle (a_{i})_{i\in \mathbb {N} }} auch in der Form {\displaystyle (a_{i})_{i=1}^{\infty }} oder wie endlose Tupel {\displaystyle (a_{1},a_{2},a_{3},\ldots )} geschrieben werden. Die Mitglieder von unendlichen und von endlichen Folgen heißen Glieder.
- In der Topologie ist ein Netz eine Verallgemeinerung einer Folge, auch hier findet die Familienschreibweise Anwendung.
- Matrizen sind Listen mit Indexmengen, die das kartesische Produkt zweier endlicher Mengen sind. Hat z. B. eine Liste die Indexmenge {\displaystyle \{(1,1),\ldots ,(1,n),\ldots ,(m,1),\ldots ,(m,n)\}}, so nennt man sie eine {\displaystyle m\times n}-Matrix und sie hat eine Darstellung {\displaystyle {\bigl (}a_{(1,1)},\ldots ,a_{(1,n)},\ldots ,a_{(m,1)},\ldots ,a_{(m,n)}{\bigr )}}, die Teillisten {\displaystyle {\bigl (}a_{(j,1)},\ldots ,a_{(j,n)}{\bigr )}} heißen dann Zeilen und die Teillisten {\displaystyle {\bigl (}a_{(1,k)},\ldots ,a_{(m,k)}{\bigr )}} Spalten der Matrix.

Typische Anwendung findet die Familien-Schreibweise bei:
- Summe und Produkt von Zahlen.
- Summe und Produkt von Matrizen.
- Durchschnitt und Vereinigung von Mengen.

Oftmals wird fälschlicherweise von einer Menge gesprochen, wenn eine Familie gemeint und erforderlich ist. Würde man etwa in der Theorie der Vektorräume den Begriff lineare Unabhängigkeit für Mengen statt Familien von Vektoren definieren, könnte man noch nicht einmal formulieren, dass zwei vom Nullvektor verschiedene Vektoren u. a. dann linear abhängig sind, wenn sie gleich sind. In dem Fall würden sie zusammen nämlich nur eine einelementige Menge bilden, die dann linear unabhängig ist. Umgekehrt kann man bei Bedarf eine Menge {\displaystyle A} jederzeit als Familie auffassen, indem man sie durch sich selbst indiziert mittels {\displaystyle \operatorname {id} _{A}}, der identischen Abbildung auf {\displaystyle A}:
{\displaystyle (a)_{a\in A}}.

### Familien paarweise disjunkter Teilmengen
Wenn {\displaystyle (A_{i})_{i\in I}} eine Familie von Mengen mit den Eigenschaften {\displaystyle \forall i\in I\colon \;A_{i}\subseteq A} und {\displaystyle \forall i,j\in I\colon \;i\neq j\implies A_{i}\cap A_{j}=\emptyset } sein soll, dann ist sie nach der in diesem Artikel vorgestellten Darstellung eine Funktion {\displaystyle f\colon \;I\to {\mathcal {P}}A} mit sehr speziellen Eigenschaften, und {\displaystyle A_{i}=f(i)}. Eine alternative Repräsentation von {\displaystyle (A_{i})_{i\in I}} ist in diesem Fall eine Funktion {\displaystyle g\colon \;A\to I}. Hiermit ist {\displaystyle A_{i}=g^{-1}(i)} und die paarweise Disjunktheit ergibt sich automatisch.